# رابین لرد تیلور
رابین لرد تیلور (متولد ۴ ژوئن ۱۹۷۸) یک بازیگر و کارگردان و تلویزیون آمریکایی است که برای پذیرفته (۲۰۰۶)، خانه در حال سوختن است (۲۰۰۶)، زمین دیگر (۲۰۱۱)، شما به جای راتر (۲۰۱۲) و جان ویک: بخش ۳ - پارابلوم (۲۰۱۹) شناخته شده‌است. او در سریال تلویزیونی گاتهام درنقش اسوالد کابلپات و در مردگان متحرک درنقش سم بازی کرد. او در آینده به قرار است در سریال دلهره آور نت فلیکس شما بازی کند.